# 三星Galaxy Tab
Samsung Galaxy Tab是韓國三星電子於2010年推出的平板電腦，是該公司第一款平板電腦商品，也是全球第一款搭载Android系统的平板电脑。其與蘋果公司iPad推出時間相差不了多遠，因此剛開始在部分iPad未上市國家有不錯的銷售成績。

## 規格[2]
- 螢幕：7" TFT-LCD 1024 x 600
- 處理器：Samsung Exynos 3110 ARM Crotex A8 1GHz
- 相機：（後）320 萬畫素；（前）130 萬畫素
- 重量：380 公克
- 厚度：1.198 公分
- 産地：韓國